# Sport-Club Paderborn 07
Lo Sport-Club Paderborn 07 e.V., noto come Paderborn 07, o più semplicemente come Paderborn, è una società calcistica tedesca con sede a Paderborn, città della Renania Settentrionale-Vestfalia. Milita in 2. Fußball-Bundesliga, la seconda divisione del calcio tedesco e disputa le proprie partite casalinghe nella Benteler-Arena, che può contenere 15.300 spettatori. 
Fondato nel 1985, il club ha conosciuto i maggiori successi agli inizi del XXI secolo, stabilizzando la propria posizione in 2. Bundesliga e poi ottenendo per la prima volta la promozione in Bundesliga al termine della stagione 2013-2014. Dopo una doppia caduta che l'ha condotta in 3. Liga nel 2016, la squadra ha riguadagnato la massima categoria con un doppio salto tra il 2017 e il 2019.

## Storia

### Esordi
Il club nacque nel 1985 dalla fusione del FC Paderborn e del TuS Schloß Neuhaus in TuS Paderborn-Neuhaus e assunse il nome attuale, più corto, nel 1997. Il club Neuhaus fu fondato nel 1907 come SV 07 Neuhaus, che fu unito al TuS 1910 Sennelager, squadra locale, per formare il TuS Schloss Neuhaus nel 1970.

### Gli anni in Zweite Bundesliga
Al termine della Regionalliga Nord 2004-2005, il Paderborn fu promosso per la prima volta in Zweite Bundesliga. Il primo storico campionato, che era partito con l'obiettivo della salvezza, si concluse con un più che soddisfacente nono posto, salvezza bissata con largo anticipo anche l'anno dopo, terminato all'undicesimo posto. Termina invece al diciassettesimo posto la stagione 2007-2008, retrocedendo, ma l'anno dopo torna immediatamente in Zweite dopo aver vinto i play-off di categoria. Fra il 2009-2010 e il 2012-2013 disputa sempre ottime stagioni (5°,12°, poi ancora 5° e infine nuovamente 12º posto), mentre il capolavoro viene compiuto nel 2013-2014: Il Paderborn parte fortissimo, rimanendo in vetta per alcune giornate, prima di cedere la posizione al Colonia, restando sempre in orbita promozione, che viene conquistata a fine stagione, conclusa al secondo posto, a -9 dal Colonia ma a più 2 dal Greuther Furth, terzo. Il Paderborn viene promosso, dopo 29 anni dalla sua fondazione in Bundesliga. Come ciliegina sulla torta, Mahir Sağlık vince la classifica cannonieri, con 15 reti, assieme a Jakub Sylvestr.

### L'anno in Bundesliga
Dopo l'estate di festeggiamenti, il Paderborn si appresta, nella stagione 2014-2015, a disputare il suo primo campionato nella Bundesliga; la rosa rimane sostanzialmente immutata. I nerazzurri debuttano in Bundesliga il 24 agosto, in casa contro il Magonza, pareggiando 2-2. L'esordio in trasferta è da sogno: il Paderborn espugna L'Imtech Arena di Amburgo vincendo nettamente 0-3, cogliendo il primo successo nella serie maggiore. I nerazzurri rimangono imbattuti fino alla quinta giornata, (0-0 in casa col Colonia e prima storica vittoria casalinga in Bundesliga con un 2-0 all’ Hannover 96) dove perdono 4-0 all'Allianz Arena contro il Bayern Monaco. Il girone di andata viene chiuso addirittura al 10º posto con 23 punti. Purtroppo il girone di ritorno non proseguirà bene come quello appena passato, infatti la squadra coglie solo 3 successi (0-2 all'Hannover, 2-1 all'Augusta e 1-2 al Friburgo) e tante amare delusioni (umiliazioni come il 5-0 subito in trasferta contro il Mainz, lo 0-6 casalingo con il Bayern Monaco e il 4-0 esterno contro l'Eintracht Francoforte), retrocedendo all'ultimo posto con 32 punti. La prima stagione in Bundesliga non è interamente da buttare, poiché vengono scoperti talenti come Moritz Stoppelkamp od Elias Kachunga.

### Continue promozioni e retrocessioni
Ritornata in Zweite Liga per l'annata 2015-2016, il Paderborn si pone l'obiettivo di un pronto ritorno in Bundesliga. Sul fronte del mercato è ancora riconfermata in gran parte la vecchia rosa, con acquisti mirati come Marcel Ndjeng, proveniente dall'Hertha Berlino, mentre se ne vanno quattro giocatori simbolo come Kachunga, Vrancic, Wemmer e Meha. La stagione parte malissimo e così prosegue, con il Paderborn che non riesce a schiodarsi dalla zona retrocessione. L'incubo 3. Liga diventa realtà con due giornate di anticipo, a causa dell'ultimo posto a quota 28 punti. I nerazzurri, dopo sette anni consecutivi tra Zweite e Bundesliga, tornano dunque in terza serie.
L'estate del 2016 è molto movimentata: La rosa viene svecchiata e rivoluzionata, con le sole conferme di Strohdiek, Bertels e Kruse. L'inizio è disastroso, con la squadra che si trova sempre in zona retrocessione. Nel gennaio 2017 sono operati colpi di qualità in attacco, con gli arrivi di Zlatko Dedič e Roope Riski, che servono a ben poco perché, nonostante una netta ripresa alla fine del campionato, la squadra giunge terzultima, rimediando la terza retrocessione consecutiva. Tuttavia il club, a causa della mancata iscrizione del Monaco 1860, è ripescato nella terza divisione tedesca. 
Nella stagione 2017-2018 la compagine nerazzurra è autrice di una grande stagione, coronata dalla promozione in 2. Bundesliga grazie al secondo posto finale. La squadra conclude poi la stagione 2018-2019 con un ottimo secondo posto, davanti all'Union Berlino per differenza reti favorevole e all'Amburgo giunto quarto, completando così un doppio salto di categoria. 
La seconda storica apparizione in Bundesliga del club, quella della stagione 2019-2020, comincia male, con un solo punto ottenuto nelle prime otto giornate (1-1 sul campo del Wolfsburg). Alla nona giornata il club trova la prima vittoria stagionale battendo per 2-0 il Fortuna Düsseldorf per poi, alla dodicesima, trovarsi in vantaggio di tre gol all'intervallo sul campo del Borussia Dortmund; tuttavia i padroni di casa rimontano nel finale portando il match sul 3-3. Due giornate dopo il Paderborn trova anche la prima vittoria esterna, per 1-0 sul campo del Werder Brema, siglata da un gol al 93' di Sven Michel. Il 16 giugno 2020, complice la sconfitta per 1-0 sul campo dell'Union Berlino, la squadra retrocede aritmeticamente in 2. Bundesliga dopo una sola stagione di permanenza nella massima serie (come successo nell'unico precedente), chiudendo il campionato all'ultimo posto.

## Colori e simboli

### Colori
I colori della maglia del Paderborn sono il nero e il blu: il primo ricopre le spalle, e insieme formano delle strisce verticali. Infine, i pantaloncini sono neri e i calzettoni sono neri con risvolto blu.

### Simboli ufficiali

#### Stemma
Il simbolo del Paderborn è composto da un cerchio diviso orizzontalmente a metà. Nella parte superiore, che è bianca, c'è all'interno la scritta "SC PADERBORN" in nero, mentre nella metà inferiore, che è blu, c'è in bianco la scritta "07 e.V.".

## Strutture

### Stadio

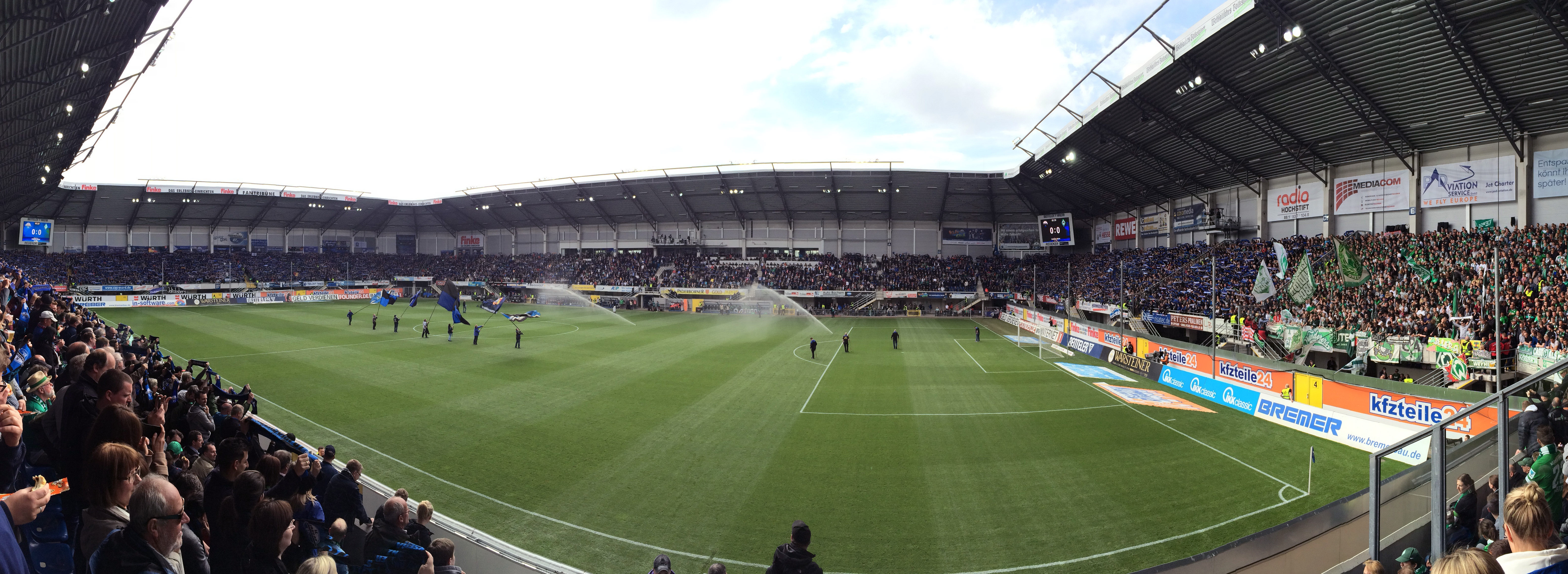
Veduta panoramica della Benteler-Arena.

Dal 2008 il club disputa le proprie gare interne nella Benteler-Arena, che sorge a Paderborn e che può ospitare 15.000 spettatori.

## Diffusione nella cultura di massa
La squadra è famosa per essere stata coinvolta in un'inchiesta giudiziaria nel 2004. Il 21 agosto di quell'anno il Paderborn sconfisse sorprendentemente per 4-2 l'Amburgo, compagine di prima divisione, in un incontro valido per la Coppa di Germania. Nel gennaio 2005 emerse che l'arbitro della partita, Robert Hoyzer, aveva ricevuto denaro da un sindacato di scommesse sportive croato per combinare il risultato, assegnando due calci di rigore al Paderborn e un discutibile cartellino rosso ad un giocatore dell'Amburgo. Poco tempo dopo affiorarono altri casi di pilotaggio dei risultati delle partite, casi in cui ufficiali di gara, allenatori e calciatori accettavano somme di denaro in cambio di influenzare i risultati delle partite. Ne risultò lo scandalo della Bundesliga 2005, il più grande nella storia del calcio tedesco dell'ultimo trentennio e ad un solo anno dai Mondiali di Germania.

## Allenatori e presidenti
Tutti gli allenatori a partire dal 1993:
- 1993-2001  Günther Rybarczyk
- 2001-2002  Markus Gellhaus (01 lug.-03 dic.)
 Uwe Erkenbrecher (03 dic.-30 giu.)
- 2002-2003  Uwe Erkenbrecher (01 lug.-09 feb.)
 Pavel Dotchev (10 feb.-30 giu.)
- 2003-2005  Pavel Dotchev
- 2005-2006  Jos Luhukay
- 2006-2007  Jos Luhukay (01 lug.-11 ago.)
 Markus Gellhaus (12 ago.-04 set.)
 Roland Seitz (05 set.-30 dic.)
 Holger Fach (03 gen.-30 giu.)
- 2007-2008  Holger Fach (01 lug.-08 feb.)
 Pavel Dotchev (09 feb.-30 giu.)
- 2008-2009  Pavel Dotchev (01 lug.-13 mag.)
 André Schubert (14 mag.-30 giu.)
- 2009-2011  André Schubert
- 2011-2012  Roger Schmidt
- 2012-2013  Stephan Schmidt (01 lug.-04 mag.)
 René Müller (05 mag.-30 giu.)
- 2013-2015  André Breitenreiter
- 2015-2016  Markus Gellhaus (01 lug.-05 ott.)
 René Müller (06 ott.-12 ott.)
 Stefan Effenberg (13 ott.-03 mar.)
 René Müller (01 gen.-30 giu.)
- 2016-2017  René Müller (01 lug.-20 nov.)
 Florian Fulland (21 nov.-03 dic.)
 Stefan Emmerling (06 dic.-16 apr.)
 Steffen Baumgart (16 apr.-30 giu.)
- 2017-2021  Steffen Baumgart
- 2021-  Lukas Kwasniok

## Palmarès

### Competizioni regionali
- Oberliga Westfalen: 2

1993-1994, 2000-2001

## Statistiche e record

### Partecipazione ai campionati e ai tornei internazionali

#### Campionati nazionali
Nella sua giovane storia il club ha ottenuto 2 partecipazioni in Bundesliga, retrocedendo in entrambe le occasioni all'ultimo posto.
Dalla stagione 1985-1986 alla 2025-2026 compresa il club ha ottenuto le seguenti partecipazioni ai campionati nazionali:
| Livello | Categoria            | Partecipazioni | Debutto   | Ultima stagione | Totale |
| ------- | -------------------- | -------------- | --------- | --------------- | ------ |
| 1º      | Bundesliga           | 2              | 2014-2015 | 2019-2020       | 2      |
| 2º      | 2. Bundesliga        | 16             | 2005-2006 | 2025-2026       | 16     |
| 3º      | 3. Liga              | 3              | 2008-2009 | 2017-2018       | 22     |
| 3º      | Regionalliga Nord    | 4              | 2001-2002 | 2004-2005       | 22     |
| 3º      | Regionalliga West/SW | 6              | 1994-1995 | 1999-2000       | 22     |
| 3º      | Oberliga Westfalen   | 9              | 1985-1986 | 1993-1994       | 22     |
| 4º      | Oberliga Westfalen   | 1              | 2000-2001 | 2000-2001       | 1      |

### Statistiche individuali
Vengono riportati di seguito i calciatori per numero di presenze e gol con la maglia del Paderborn:
| Record di presenze I primi dieci giocatori per numero di presenze: - 217 Lukas Kruse (2010-) - 208 Pavel Dočev (1995-2002) - 199 Daniel Brückner (2009-2016) - 163 Jens Wemmer (2008-2015) - 141 Christian Strohdiek (2007-2015) - 137 Markus Krösche (2001-2014) - 106 Alban Meha (2011-2015) - 101 Thomas Bertels (2011-) - 96 Mario Vrančić (2012-2015) - 87 Mahir Sağlık (2009-2016) | Record di gol I primi dieci giocatori per numero di gol: - 56 Mahir Sağlık (2001-2003, 2004, 2009-2010, 2013-2016) - 28 Alban Meha (2011-2015) - 24 Nick Proschwitz (2011-2012, 2015-2016) - 21 Pavel Dočev (1995-2002) - 17 Sercan Güvenışı (2008-2009) - 17 Sören Brandy (2008-2012) - 16 Frank Löning (2008-2010) - 15 Elias Kachunga (2012-2015) - 15 Daniel Brückner (2009-2016) - 12 Mario Vrančić (2012-2015) |

## Organico

### Rosa 2024-2025
Aggiornata al 4 maggio 2025.
| N. |                        | Ruolo | Calciatore         |
| -- | ---------------------- | ----- | ------------------ |
| 1  | Germania (bandiera)    | P     | Manuel Riemann     |
| 4  | Germania (bandiera)    | D     | Calvin Brackelmann |
| 5  | Stati Uniti (bandiera) | C     | Santiago Castañeda |
| 6  | Germania (bandiera)    | C     | Marvin Mehlem      |
| 7  | Germania (bandiera)    | A     | Filip Bilbija      |
| 11 | Germania (bandiera)    | A     | Sven Michel        |
| 12 | Germania (bandiera)    | P     | Florian Pruhs      |
| 17 | Germania (bandiera)    | D     | Laurin Curda       |
| 19 | Germania (bandiera)    | C     | Luca Herrmann      |
| 20 | Germania (bandiera)    | D     | Felix Götze        |
| 21 | Germania (bandiera)    | C     | Anton Bäuerle      |
| 22 | Germania (bandiera)    | C     | Mattes Hansen      |
| 23 | Filippine (bandiera)   | C     | Raphael Obermair   |

| N. |                      | Ruolo | Calciatore       |
| -- | -------------------- | ----- | ---------------- |
| 24 | Finlandia (bandiera) | A     | Casper Terho     |
| 25 | Germania (bandiera)  | D     | Tjark Scheller   |
| 26 | Germania (bandiera)  | C     | Sebastian Klaas  |
| 29 | Germania (bandiera)  | A     | Ilyas Ansah      |
| 30 | Germania (bandiera)  | P     | Markus Schubert  |
| 32 | Germania (bandiera)  | C     | Aaron Zehnter    |
| 33 | Germania (bandiera)  | D     | Marcel Hoffmeier |
| 35 | Germania (bandiera)  | P     | Arne Schulz      |
| 36 | Germania (bandiera)  | A     | Felix Platte     |
| 39 | Germania (bandiera)  | A     | Adriano Grimaldi |
| 43 | Germania (bandiera)  | D     | Martin Ens       |
| 46 | Germania (bandiera)  | C     | Luis Engelns     |
| 47 | Germania (bandiera)  | A     | Travis de Jong   |

### Rosa 2023-2024
Aggiornata al 9 gennaio 2024.
| N. |                               | Ruolo | Calciatore         |
| -- | ----------------------------- | ----- | ------------------ |
| 1  | Paesi Bassi (bandiera)        | P     | Pelle Boevink      |
| 4  | Germania (bandiera)           | D     | Calvin Brackelmann |
| 6  | Germania (bandiera)           | C     | Marco Schuster     |
| 7  | Germania (bandiera)           | A     | Filip Bilbija      |
| 8  | Germania (bandiera)           | C     | David Kinsombi     |
| 10 | Germania (bandiera)           | A     | Max Kruse          |
| 11 | Germania (bandiera)           | A     | Sirlord Conteh     |
| 12 | Germania (bandiera)           | P     | Florian Pruhs      |
| 13 | Germania (bandiera)           | A     | Robert Leipertz    |
| 16 | Macedonia del Nord (bandiera) | D     | Visar Musliu       |
| 17 | Germania (bandiera)           | D     | Laurin Curda       |
| 18 | Germania (bandiera)           | C     | Michael Martin     |
| 19 | Germania (bandiera)           | D     | Kimberly Ezekwem   |
| 20 | Germania (bandiera)           | D     | Justus Henke       |
| 21 | Germania (bandiera)           | P     | Jannik Huth        |

| N. |                      | Ruolo | Calciatore          |
| -- | -------------------- | ----- | ------------------- |
| 22 | Germania (bandiera)  | D     | Mattes Hansen       |
| 23 | Filippine (bandiera) | C     | Raphael Obermair    |
| 24 | Germania (bandiera)  | D     | Jannis Heuer        |
| 25 | Germania (bandiera)  | C     | Jesse Edem Tugbenyo |
| 26 | Germania (bandiera)  | C     | Sebastian Klaas     |
| 27 | Germania (bandiera)  | C     | Kai Klefisch        |
| 29 | Germania (bandiera)  | A     | Ilyas Ansah         |
| 31 | Germania (bandiera)  | D     | Maximilian Rohr     |
| 33 | Germania (bandiera)  | D     | Marcel Hoffmeier    |
| 34 | Germania (bandiera)  | D     | Dawyn-Paul Donner   |
| 35 | Germania (bandiera)  | P     | Arne Schulz         |
| 36 | Germania (bandiera)  | A     | Felix Platte        |
| 39 | Germania (bandiera)  | A     | Adriano Grimaldi    |
| 40 | Germania (bandiera)  | C     | Niclas Nadj         |

### Rosa 2022-2023
Aggiornata al 15 aprile 2023.
| N. |                        | Ruolo | Calciatore                  |
| -- | ---------------------- | ----- | --------------------------- |
| 1  | Germania (bandiera)    | P     | Moritz Schulze              |
| 2  | Germania (bandiera)    | D     | Uwe Hünemeier               |
| 3  | Inghilterra (bandiera) | D     | Bashir Humphreys            |
| 4  | Svizzera (bandiera)    | D     | Jasper van der Werff        |
| 6  | Germania (bandiera)    | C     | Marco Schuster              |
| 7  | Germania (bandiera)    | A     | Richmond Tachie             |
| 8  | Germania (bandiera)    | C     | Ron Schallenberg (capitano) |
| 10 | Germania (bandiera)    | A     | Max Kruse                   |
| 11 | Germania (bandiera)    | A     | Sirlord Conteh              |
| 13 | Germania (bandiera)    | A     | Robert Leipertz             |
| 15 | Germania (bandiera)    | D     | Tobias Müller               |
| 16 | Paesi Bassi (bandiera) | P     | Pelle Boevink               |

| N. |                      | Ruolo | Calciatore       |
| -- | -------------------- | ----- | ---------------- |
| 18 | Germania (bandiera)  | A     | Dennis Srbeny    |
| 21 | Germania (bandiera)  | P     | Jannik Huth      |
| 23 | Filippine (bandiera) | C     | Raphael Obermair |
| 24 | Germania (bandiera)  | D     | Jannis Heuer     |
| 26 | Germania (bandiera)  | C     | Sebastian Klaas  |
| 27 | Germania (bandiera)  | C     | Kai Klefisch     |
| 28 | Germania (bandiera)  | D     | Jonas Carls      |
| 30 | Kosovo (bandiera)    | C     | Florent Muslija  |
| 31 | Germania (bandiera)  | D     | Maximilian Rohr  |
| 33 | Germania (bandiera)  | D     | Marcel Hoffmeier |
| 36 | Germania (bandiera)  | A     | Felix Platte     |
| 40 | Germania (bandiera)  | C     | Niclas Nadj      |

### Rosa 2021-2022
Aggiornata al 13 gennaio 2022.
| N. |                     | Ruolo | Calciatore           |
| -- | ------------------- | ----- | -------------------- |
| 1  | Germania (bandiera) | P     | Moritz Schulze       |
| 2  | Germania (bandiera) | D     | Uwe Hünemeier        |
| 3  | Germania (bandiera) | D     | Frederic Ananou      |
| 4  | Svizzera (bandiera) | D     | Jasper van der Werff |
| 5  | Germania (bandiera) | C     | Marcel Mehlem        |
| 5  | Germania (bandiera) | C     | Marco Schuster       |
| 7  | Germania (bandiera) | A     | Prince Osei Owusu    |
| 8  | Germania (bandiera) | C     | Ron Schallenberg     |
| 9  | Germania (bandiera) | A     | Kai Pröger           |
| 10 | Germania (bandiera) | C     | Julian Justvan       |
| 12 | Germania (bandiera) | D     | Jesse Tugbenyo       |
| 13 | Germania (bandiera) | C     | Robin Yalçın         |
| 14 | Ghana (bandiera)    | C     | Kelvin Ofori         |
| 15 | Germania (bandiera) | C     | Soufiane El-Faouzi   |
| 16 | Germania (bandiera) | D     | Johannes Dörfler     |
| 17 | Germania (bandiera) | P     | Leopold Zingerle     |

| N. |                       | Ruolo | Calciatore            |
| -- | --------------------- | ----- | --------------------- |
| 18 | Germania (bandiera)   | A     | Dennis Srbeny         |
| 21 | Germania (bandiera)   | P     | Jannik Huth           |
| 22 | Germania (bandiera)   | C     | Marco Stiepermann     |
| 23 | Germania (bandiera)   | C     | Maximilian Thalhammer |
| 24 | Germania (bandiera)   | D     | Jannis Heuer          |
| 25 | Portogallo (bandiera) | D     | Marcel Correia        |
| 27 | Albania (bandiera)    | A     | Marvin Çuni           |
| 28 | Germania (bandiera)   | D     | Jonas Carls           |
| 29 | Nigeria (bandiera)    | D     | Jamilu Collins        |
| 30 | Kosovo (bandiera)     | C     | Florent Muslija       |
| 31 | Germania (bandiera)   | C     | Philipp Klement       |
| 35 | Germania (bandiera)   | A     | Fabrice Hartmann      |
| 36 | Germania (bandiera)   | A     | Felix Platte          |
| 38 | Germania (bandiera)   | C     | Adrian Oeynhausen     |
| 40 | Germania (bandiera)   | D     | Justus Henke          |

### Rosa 2020-2021
Aggiornata al 2 gennaio 2021.
| N. |                     | Ruolo | Calciatore           |
| -- | ------------------- | ----- | -------------------- |
| 1  | Germania (bandiera) | P     | Moritz Schulze       |
| 2  | Germania (bandiera) | D     | Uwe Hünemeier        |
| 3  | Germania (bandiera) | D     | Frederic Ananou      |
| 4  | Svizzera (bandiera) | D     | Jasper van der Werff |
| 5  | Germania (bandiera) | D     | Christian Strohdiek  |
| 6  | Belgio (bandiera)   | C     | Aristote Nkaka       |
| 7  | Germania (bandiera) | A     | Prince Osei Owusu    |
| 8  | Germania (bandiera) | C     | Ron Schallenberg     |
| 9  | Germania (bandiera) | A     | Kai Pröger           |
| 10 | Germania (bandiera) | C     | Julian Justvan       |
| 11 | Germania (bandiera) | A     | Sven Michel          |
| 12 | Germania (bandiera) | D     | Jesse Tugbenyo       |
| 14 | Germania (bandiera) | C     | Adrian Oeynhausen    |
| 16 | Germania (bandiera) | D     | Johannes Dörfler     |
| 17 | Germania (bandiera) | P     | Leopold Zingerle     |
| 18 | Germania (bandiera) | A     | Dennis Srbeny        |

| N. |                        | Ruolo | Calciatore              |
| -- | ---------------------- | ----- | ----------------------- |
| 20 | Germania (bandiera)    | A     | Marco Terrazzino        |
| 21 | Germania (bandiera)    | P     | Jannik Huth             |
| 22 | Ghana (bandiera)       | C     | Christopher Antwi-Adjei |
| 23 | Germania (bandiera)    | C     | Maximilian Thalhammer   |
| 24 | Germania (bandiera)    | C     | Marcel Heller           |
| 25 | Portogallo (bandiera)  | D     | Marcel Correia          |
| 26 | Inghilterra (bandiera) | C     | Antony Evans            |
| 27 | Germania (bandiera)    | A     | Chris Führich           |
| 29 | Nigeria (bandiera)     | D     | Jamilu Collins          |
| 30 | Germania (bandiera)    | A     | Streli Mamba            |
| 31 | Svezia (bandiera)      | C     | Svante Ingelsson        |
| 32 | Germania (bandiera)    | C     | Dennis Jastrzembski     |
| 36 | Germania (bandiera)    | A     | Felix Platte            |
| 40 | Italia (bandiera)      | P     | Michele Cordi           |

### Rosa 2019-2020
Aggiornata al 30 dicembre 2019.
| N. |                        | Ruolo | Calciatore               |
| -- | ---------------------- | ----- | ------------------------ |
| 1  | Germania (bandiera)    | P     | Michael Ratajczak        |
| 2  | Germania (bandiera)    | D     | Uwe Hünemeier            |
| 4  | Germania (bandiera)    | D     | Jan-Luca Rumpf           |
| 5  | Germania (bandiera)    | D     | Christian Strohdiek      |
| 7  | Germania (bandiera)    | C     | Marlon Ritter            |
| 8  | Albania (bandiera)     | C     | Klaus Gjasula (capitano) |
| 9  | Germania (bandiera)    | A     | Kai Pröger               |
| 11 | Germania (bandiera)    | A     | Sven Michel              |
| 12 | Croazia (bandiera)     | C     | Dominik Bilogrević       |
| 13 | Germania (bandiera)    | C     | Sebastian Schonlau       |
| 14 | Stati Uniti (bandiera) | A     | Khiry Shelton            |
| 15 | Germania (bandiera)    | D     | Luca Kilian              |
| 16 | Germania (bandiera)    | A     | Johannes Dörfler         |
| 17 | Germania (bandiera)    | P     | Leopold Zingerle         |
| 19 | Germania (bandiera)    | C     | Abdelhamid Sabiri        |

| N. |                                 | Ruolo | Calciatore              |
| -- | ------------------------------- | ----- | ----------------------- |
| 20 | Lussemburgo (bandiera)          | D     | Laurent Jans            |
| 21 | Germania (bandiera)             | P     | Jannik Huth             |
| 22 | Ghana (bandiera)                | C     | Christopher Antwi-Adjei |
| 24 | Bosnia ed Erzegovina (bandiera) | C     | Rifet Kapić             |
| 25 | Tunisia (bandiera)              | D     | Mohamed Dräger          |
| 27 | Senegal (bandiera)              | A     | Babacar Gueye           |
| 29 | Nigeria (bandiera)              | D     | Jamilu Collins          |
| 30 | Germania (bandiera)             | A     | Streli Mamba            |
| 31 | Germania (bandiera)             | A     | Ben Zolinski            |
| 33 | Germania (bandiera)             | C     | Marcel Hilßner          |
| 34 | Germania (bandiera)             | P     | Leon Brüggemeier        |
| 38 | Germania (bandiera)             | C     | Gerrit Holtmann         |
| 39 | Germania (bandiera)             | C     | Sebastian Vasiliadis    |
|    | Germania (bandiera)             | A     | Dennis Srbeny           |
|    | Svezia (bandiera)               | C     | Svante Ingelsson        |